# 木下忠次郎
木下 忠次郎（きのした ちゅうじろう、1870年9月30日〈明治3年9月6日〉 - 1945年〈昭和20年〉）は、日本の醸造家、実業家、香川県多額納税者。丸金醤油社長。木下家6代目。族籍は香川県平民。

## 人物
香川県人・木下忠次郎の長男。1900年、家督を相続し前名忠を改め襲名する。醤油醸造業を営む。貴族院多額納税者議員選挙の互選資格を有する。還暦から「空太」と称える。住所は香川県小豆郡苗羽村（のち内海町、現小豆島町）。

## 家族・親族
木下家
- 父・忠次郎[5][6]
- 妻・サナ（1871年 - ?、香川、長西英三郎の三女）[3][5][6]
- 息子
  - 忠重（1900年 - ?）[5]
  - 元義[5]（1905年 - ?、丸金醤油社長[7]）
- 二女[3]
- 孫・尚慈